# Isidor Sadger
Isidor Isaak Sadger (født 29. oktober 1867 i Neu-Sandez i Galizien, død 21. december 1942 i Theresienstadt) var en østrigsk neurolog og psykoanalytiker.
Sadger tog doktorgraden i Wien 1891 og søgte straks neurologisk uddannelse hos Meynert, Krafft-Ebing, Benedikt og Freud, hos hvilken sidste han ledtes ind på psykoanalysen. Sadgers studier drejede sig oprindelig om den arvelige belastning og om degeneration, hvis sjælelige Udslag han søgte at belyse ved en række monografier over tyske digtere — K. F. Meyer, eine pathographisch-psychologische Studie (1908); Aus dem Liebesleben Nicolaus Lenaus (1909); Heinrich von Kleist (1910) — og i det større værk Belastung und Entartung, ein Beitrag zur Lehre vom kranken Genie (1910). Efter 1895, da Sadger begyndte at anvende Freuds psyko-analytiske metoder specielt på de seksuelle psykopatier, udgav han blandt andet: Friedrich Hebbel, ein psyko-analytisches Versuch (1920) og Die Lehre von den Geschlechtsverirrungen auf psyko-analytischen Basis (1921). Andre afhandlinger omhandler visse sjælelige undtagelsestilstande, for eksempel Über Nachtwandeln und Mondsucht (1914).